# Голино, Валерия
Валерия Голи́но (итал. Valeria Golino; род. 22 октября 1965, Неаполь) — итальянская киноактриса, кинопродюсер и кинорежиссёр.

## Биография
Валерия Голино родилась 22 октября 1965 года в Неаполе. Ее отец был итальянцем, а мать гречанкой. С 14 лет работала фотомоделью. Впервые появилась в кино в 1983 году в фильме Лины Вертмюллер «Шутка судьбы, подстерегающей, как бандит с большой дороги». В 1986 году получила премию Венецианского кинофестиваля за лучшую женскую роль в фильме Франческо Мазелли «История любви». Состоит в Академии кинематографических искусств и наук.
В 2022 году Голино возглавила жюри программы «Особый взгляд» 75 Каннского кинофестиваля.

## Фильмография
- 1983 — Шутка судьбы, подстерегающей, как бандит с большой дороги / Scherzo Del Destino In Agguato Dietro L’angolo Come Un Brigante Di Strada
- 1984 — Мягко, мягко / Sotto, sotto (в титрах не указана)
- 1984 — Свидание с незнакомцем / Blind Date
- 1985 — Костерчики / Piccoli Fuochi
- 1985 — Сын мой дражайший / Figlio mio, infinitamente caro…
- 1986 — Детективы недоучки / Detective School Dropouts
- 1986 — История любви / Storia d’amore
- 1987 — Последнее лето в Танжере / Dernier été à Tanger
- 1987 — Очки в золотой оправе / Gli occhiali d’oro — Нора Тревес
- 1988 — Коротышка — большая шишка / Big Top Pee-Wee — Джина Пикколапупула
- 1988 — Человек дождя / Rain Man —  Сюзанна
- 1988 — Страх и любовь / Paura e amore — Сандра
- 1989 — Вешние воды / Torrents of Spring — Джемма
- 1990 — След любви жизни / Tracce di vita amorosa
- 1990 — Королевская шлюха / La Putain Du Roi — Жанна де Люин
- 1991 — Год оружия / Year of the Gun — Лия
- 1991 — Бегущий индеец / The Indian Runner — Мария
- 1991 — Горячие головы / Hot Shots! — Рамада Томпсон
- 1992 — Пуэрто Эскондидо / Puerto Escondido
- 1993 — Горячие головы! Часть 2 / Hot Shots! Part Deux — Рамада Томпсон
- 1994 — Девственно чистая память / Clean*Slate — Сара Новак/Бет Холли
- 1994 — Как два крокодила / Come due coccodrilli
- 1994 — Бессмертная возлюбленная / Immortal Beloved — Джульетта Гвиччарди
- 1995 — Покидая Лас-Вегас / Leaving Las Vegas — Терри
- 1995 — Четыре комнаты / Four Rooms — Атена
- 1996 — Побег из Лос-Анджелеса / Escape from L.A. — Таслима
- 1996 — Убой петуха / Η σφαγή του κόκορα
- 1996 — Младший брат / Il fratello minore (короткометражка)
- 1996 — Эскориандоли / Escoriandoli
- 1996 — Неожиданный ад / An Occasional Hell
- 1997 — Акробаты / Le acrobate
- 1997 — Защитная ностальгия / Nostalgia di protezione (короткометражка)
- 1998 — Затмение луны / L’albero delle pere
- 1998 — Задворки / Side Streets
- 1999 — Будущая жизнь / La vita che verrà (сериал)
- 1999 — Последний гарем / Harem Suare
- 1999 — Отель «Александрия» / Hotel Alexandria (сериал)
- 1999 — Типота / Tipota (короткометражка)
- 1999 — Женские тайны / Things You Can Tell Just by Looking at Her — Лили
- 2000 — Испанские судьи / Spanish Judges
- 2000 — Иван под экстази / Ivansxtc
- 2000 — Против ветра / Controvento
- 2001 — Отель / Hotel
- 2001 — Слово чести / Το Τάμα
- 2002 — Зима / L’inverno
- 2002 — Юлий Цезарь / Julius Caesar — Кальпурния
- 2002 — Дыхание / Respiro
- 2002 — Фрида / Frida — Лупе Марин
- 2003 — Возьми и увези меня прочь / Prendimi e portami via
- 2004 — Профессионалы / San-Antonio
- 2004 — Набережная Орфевр / Quai des Orfevres, 36 — Камиль Вринкс
- 2005 — Война Марио / La guerra di Mario
- 2005 — Техас / Texas
- 2005 — Оле! / Olé!
- 2006 — На главную / A casa nostra
- 2006 — Только 5 минут / Solo 5 minuti (короткометражка)
- 2007 — Моё место под солнцем / Ma place au soleil
- 2007 — Сон предыдущей ночи / Actrices
- 2007 — Чёрное солнце — Aгатa
- 2007 — Девушка у озера / La ragazza del lago — Кьяра Канали
- 2007 — И думать забудь, Джонни! / Lascia perdere, Johnny!
- 2008 — Отпетые мошенники / Ca$h — лейтенант интерпола Джулия Молино
- 2008 — Тихий хаос / Caos calmo
- 2008 — Немецкая фабрика / La fabbrica dei tedeschi
- 2009 — Джулия не ходит на свидания вечером / Giulia non esce la sera
- 2009 — Красивые парни / Les beaux gosses
- 2009 — Человек в черном / L’uomo nero
- 2010 — Темная страсть / L’amore buio
- 2010 — Как дыхание / Come un soffio (короткометражка)
- 2010 — Школа закончена / La scuola è finita
- 2011 — Неслышное касание / Un baiser papillon
- 2011 — Берегись! Криптонит! / La kryptonite nella borsa
- 2012 — Итальянская комедия, которая не смешит / Una commedia italiana che non fa ridere (короткометражка)
- 2012 — Безумцы / Ouf
- 2013 — Пациенты / In Treatment (сериал)
- 2013 — Цена человека / Il capitale umano — Роберта
- 2013 — Как ветер / Come il vento
- 2014 — Джеки в царстве женщин / Jacky au royaume des filles — Бради Вюн
- 2014 — Сон / The Dream (короткометражка)
- 2014 — Невидимый мальчик / Il ragazzo invisibile — Джованна Силенци
- 2015 — Итальянское имя / Il nome del figlio
- 2015 — Ради тебя / Per amor vostro
- 2015 — Невероятно личная жизнь месье Сима / La vie très privée de Monsieur Sim
- 2016 — Жизнь возможна / La vita possibile
- 2017 — Скрытый цвет вещей / Il colore nascosto delle cose
- 2017 — Дублер / La Controfigura
- 2018 — Невидимый мальчик: Второе поколение / Il ragazzo invisibile: Seconda generazione — Джованна Силенци
- 2018 — Дочь моя / Figlia mia — Тина
- 2018 — Летний дом / Les estivants
- 2019 — Последняя любовь Казановы / Dernier amour
- 2019 — Портрет девушки в огне / Portrait de la jeune fille en feu — Графиня, мать Элоиз
- 2019 — Счастливое число 5 / 5 e il numero perfetto
- 2019 — Грекзит / Adults in the Room — Даная Страту
- 2019 — Вся моя безумная любовь / Tutto il mio folle amore
- 2019 — Размытая граница / Un confine incerto
- 2021 — Земля сыновей / La terra dei figli
- 2023 — Лживая взрослая жизнь
- 2024 — Мария / Maria — Якинти Каллас

Режиссер и сценарист
- 2010 — Армандино и музей Мадре / Armandino e il Madre (короткометражка)
- 2013 — Милая / Miele (2013)
- 2018 — Эйфория / Euforia